# Even Money
Even Money è un film del 2006 diretto da Mark Rydell, interpretato da Kim Basinger, Danny DeVito e Ray Liotta.
Il film è stato distribuito in Italia in TV, è inedito in Home Video.
Il film narra le vicende di tre incalliti giocatori d'azzardo che finiranno non solo per rovinare le proprie vite ma anche quelle dei propri familiari. Il destino vorrà che in un crescendo drammatico i destini dei personaggi finiscano drammaticamente per incrociarsi.
La pellicola esemplifica visivamente quanto già mirabilmente messo per iscritto da Dostojevsky nel suo Giocatore che altro non era se non una sorta di autoritratto. Infatti il demone del gioco d'azzardo è uno dei peggiori in circolazione perché purtroppo non solo rovina la propria vita ma anche quella di chi ti sta attorno. Cast di tutto rispetto in cui spiccano la Basinger, Whitaker, De Vito e Roth.